# 무색계 과보의 마음
무색계 과보의 마음(팔리어: arūpāvacara-vipākacittāni 아루-빠-와짜라 위빠-까 찟따-니, 영어: immaterial-sphere resultant consciousness)은 특히 상좌부의 교학과 아비담마 그리고 수행에서 사용하는 용어로, 과거 생의 무색계 유익한 마음 4가지에 의해 쌓인 업의 결과로서 현생에서 받는 총체적 과보로서, 무색계에 태어난 유정 즉 무색계의 천(天)과 함께하는, 무탐 · 무진 · 무치의 3선근을 모두 동반하는 다음 4가지 마음을 말한다. 이 4가지는 공무변처정 · 식무변처정 · 무소유처정 · 비상비비상처정의 4무색정(四無色定)의 체계를 따른 것이다.
1. 공무변처의 과보의 마음
2. 식무변처의 과보의 마음
3. 무소유처의 과보의 마음
4. 비상비비상처의 과보의 마음

즉, 무색계 과보의 마음은 4무색정을 닦아 성취(이미 획득한 것을 상실하지 않음)한 유정이 현생에서 무색계에서 태어날 때 함께하는 마음이다. 무색계에는 물질이 없으므로 오직 중동분(眾同分)과 명근(命根) 등이 가화합하여 몸을 이룬다.
무색계 과보의 마음은 다음의 분류 또는 체계에 속한다.
- 욕계 · 색계 · 무색계 · 출세간에 속한 총 89가지 마음 또는 총 121가지 마음
  - 욕계 마음 54가지
  - 색계 마음 15가지
  - 무색계 마음 12가지
    - 무색계 유익한 마음 4가지
    - 무색계 과보의 마음 4가지
    - 무색계 작용만 하는 마음 4가지

  - 출세간의 마음 8가지 또는 40가지

- 욕계 · 색계 · 무색계 · 출세간에 속한 총 36가지 또는 52가지의 과보의 마음
  - 욕계 마음에 속한 해로운 과보의 마음 7가지 一 누적 7가지
  - 욕계 마음에 속한 원인 없는 유익한 과보의 마음 8가지 一 누적 15가지
  - 욕계 마음에 속한 욕계 과보의 마음 8가지 一 누적 23가지
  - 색계 마음에 속한 색계 과보의 마음 5가지 一 누적 28가지
  - 무색계 마음에 속한 무색계 과보의 마음 4가지 一 누적 32가지
  - 출세간의 마음에 속한 출세간의 과보의 마음 4가지 또는 20가지 一 누적 36가지 또는 52가지

## 같이 보기
- 6도 · 천상도
- 3유
- 25유
- 아름다운 마음
- 아름답지 않은 마음
- 유익한 마음
- 작용만 하는 마음